# Clathria parva
Clathria parva är en svampdjursart som beskrevs av Claude Lévi 1963. Clathria parva ingår i släktet Clathria och familjen Microcionidae. Inga underarter finns listade i Catalogue of Life.